# 舊利希滕瓦特

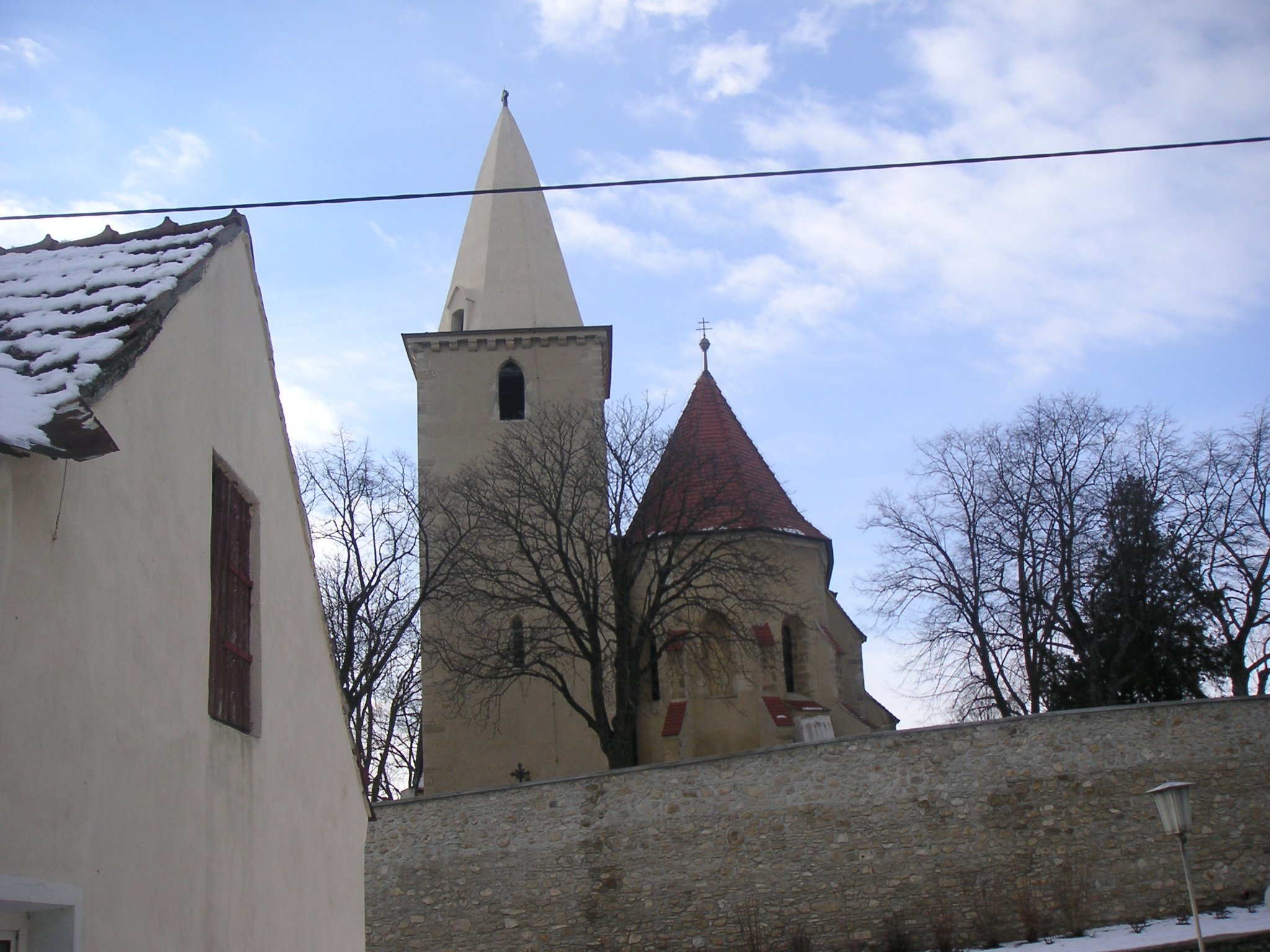

舊利希滕瓦特是奧地利的城鎮，位於該國東北部，由下奧地利邦負責管轄，面積20.45平方公里，海拔高度783米，該鎮第一座教堂建於十二世紀，2012年人口738。